# ذا كاتينغ رووم فلوور
ذا كاتينغ رووم فلوور (TCRF) هو موقع ويب مخصص لفهرسة المحتوى غير المستخدم ومواد تصحيح الأخطاء المتبقية في ألعاب الفيديو. تمت الإشارة إلى الموقع واكتشافاته في صحافة الألعاب.
بدأ الموقع كجزء من مدونة ولكن تمت إعادة صياغته وإعادة إطلاقه كموقع ويكي في عام 2010. تعتبر مجلة إدج الموقع المعاد صياغته كتالوجًا رئيسيًا لمحتوى ألعاب الفيديو غير المستخدمة.

## التاريخ
بدأ روبرت فلوري ذا كاتينغ رووم فلوور في عام 2002 كجزء من مدونة. لقد ركز بشكل أساسي على ألعاب نينتندو إنترتينمنت سيستم وتم تحديث الموقع من حين لآخر. وفي أواخر العقد الأول من القرن الحادي والعشرين، أعاد أليكس وركمان، المعروف باسم Xkeeper، صياغة الموقع إلى ويكي، والذي تم إطلاقه في 2 فبراير 2010. لقد تخصص الموقع منذ ذلك الحين (مثلما وصفهم كوتاكو بأنهم «مسؤولون بشكل روتيني» عنها) فيما ربطته وسائط الألعاب (بما في ذلك مجلة إدج) بعلم آثار ألعاب الفيديو: بتحليل كود لعبة الفيديو ومحتواها باستخدام أدوات مختلفة (مثل أدوات تصحيح الأخطاء محرر Hex) وإذا تم العثور على شيء مثير للاهتمام، يبدأ «الكشف». ووفقًا لـXkeeper، يقوم أعضاء الموقع بشكل تعاوني بتحليل نتائجهم لمعرفة كيفية استخدام المحتوى. هدف الموقع هو فهرسة «أكبر عدد ممكن من العناصر المحذوفة من جميع أنواع الألعاب».
في ديسمبر 2013، اعتبرت إدج ذا كاتينغ رووم فلوور أكبر كتالوج وأفضل تنظيم لمحتوى ألعاب الفيديو غير المستخدمة. في هذا الوقت، كان الموقع يحتوي على 3712 مقالة. وفي يونيو 2016، قال Xkeeper أن الموقع تجنب إلى حد كبير قضايا حقوق النشر.
من بين الاكتشافات الأكثر شهرة القوائم السرية في ألعاب مورتال كومبات، والنموذج الأولي لذا ليجند أوف زيلدا (الذي تم فهرسته «على نطاق واسع» ويعتبر وسيط GoldS في ذا كاتينغ رووم فلوور أهم مقالة في الموقع). أشير إلى أن مجتمع ذا كاتينغ رووم فلوور قد دفع 700 دولار من أجل نموذج أولي لتتريس نينتندو دي أس. كما أن خطأً في ترميز سوبر ماريو برذرز تسبب في تغير سلوك بيض سبايني في نشر الخبر في صحافة الألعاب. في مايو 2018، أبلغت كوتاكو و يورو غيمر عن نموذجٍ أولي لبوكيمون جولد وسلفر وأصولهما التي تم اكتشافها وتوثيقها على الموقع.
تشمل المواد الأخرى المفهرسة الرسائل المخفية والاختلافات الإقليمية والمراجعة (الاختلافات بين الإصدارات والمنافذ).